# Dolsk, Turiisk
Dolsk (în ucraineană Дольськ) este localitatea de reședință a comunei Dolsk din raionul Turiisk, regiunea Volînia, Ucraina.

## Demografie
Componența lingvistică a localității Dolsk
     Ucraineană (98,33%)
     Rusă (1,67%)
Conform recensământului din 2001, majoritatea populației localității Dolsk era vorbitoare de ucraineană (98,33%), existând în minoritate și vorbitori de rusă (1,67%).